# NGC 5514
NGC 5514 ist eine 13,3 mag helle Spiralgalaxie mit aktivem Galaxienkern vom Hubble-Typ Sab im Sternbild Bärenhüter und etwa 314 Millionen Lichtjahre von der Milchstraße entfernt. Sie steht in starker Wechselwirkung (weswegen sie in der modernen Astronomie gelegentlich als “The Other Antennae Galaxy” bezeichnet wird) mit dem Nicht NGC-Objekt PGC 93124 (auch NGC 5514A genannt).
Sie wurde am 26. April 1865 von Heinrich Louis d’Arrest entdeckt.